# زیردریایی آلمانی یو-۶۳۲
زیردریایی آلمانی یو-۶۳۲ (به انگلیسی: German submarine U-632) یک زیردریایی است که ارتفاع آن ۹٫۶۰ متر (۳۱ فوت ۶ اینچ) می‌باشد. این زیردریایی در سال ۱۹۴۲ ساخته شد.